# Keja

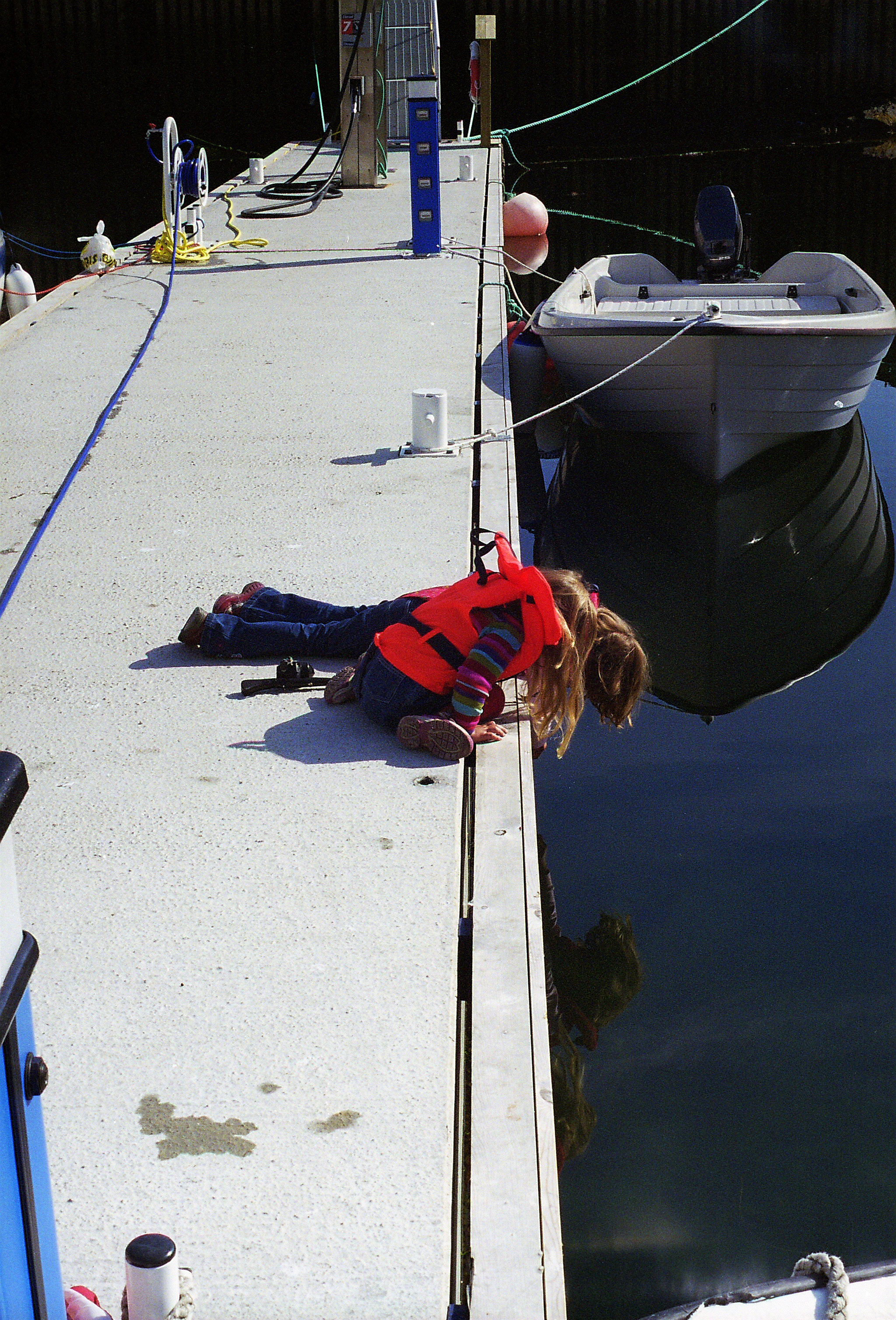
Pomost pływający - żeglarska keja

Keja – słowo wywodzące się z istniejącego w XVII wieku słowa kaai (jęz. holenderski) lub quai (jęz. francuski), lub quay (jęz. angielski) oznaczające umocniony kamieniem fragment brzegu rzecznego lub linii brzegowej w porcie morskim, do którego mogły przybijać statki (okręty) oraz dokonywać przeładunku towarów i zaopatrzenia.
W żargonie marynarskim terminem tym określa się nabrzeże. Ma ono to samo znaczenie jak używane w języku niemieckim słowo Kai.
Potoczne, żeglarskie oraz motorowodniackie określenie niewielkiego nabrzeża lub pomostu w przystani lub niewielkim porcie. Miejsce do cumowania niewielkich pływających jednostek turystycznych, lub sportowych, np. żaglówek, jachtów czy motorówek, a co za tym idzie, przystosowane jedynie do ruchu osobowego oraz obsługi samych jednostek.
Keja różnić się może od zwykłego pomostu lub nabrzeża infrastrukturą ukierunkowaną na potrzeby turystów, oraz innych osób tymczasowo zatrzymujących się w danym porcie poprzez umiejscowienie bezpośrednio na kei źródeł prądu, budek telefonicznych, toalet, sklepów, a nawet pomieszczeń hotelowych. Keja jest również dostosowana w większym stopniu niż inne portowe nabrzeża do ruchu osobowego od strony lądu. Nie zawiera natomiast urządzeń przeładunkowych, czy dużych magazynów.